# Zeitoper
Zeitoper (samtidsopera) var en operagenre som framför allt uppstod i Tyskland under 1920- och 1930-talen. Den kännetecknades av att handlingen utspelades i den samtida vardagen med moderna karaktärer, samt av att det förekom moderna innovationer (som till exempel telefon, hissar, telegrafi, tåg, bilar, radio) i själva handlingen. Med denna tämligen kortlivade genre försökte de samtida tonsättarna förnya operakonsten. Synonyma genrebeteckningar var musikkomedi, operarevy, jazzopera och samtidsopera. Handlingen rörde sig i raskt, filmiskt tempo och satir var ofta inblandad. Genren fick ett abrupt slut när nazisterna kom till makten 1933 och stämplade genren som Entartete Kunst.
Ett nytt uppsving för samtidsoperan gav sig tillkänna under 1990-talet, då den amerikanske tonsättaren John Adams valde aktuella, politiska händelser som underlag för sina operor Nixon in China och The Death of Klinghoffer.

## Ett urval av operor inom genren
- Richard Strauss opera Intermezzo (1924) kan vara det första ofrivilliga exemplet på zeitoper. Handling och rollkaraktärer är vardagliga och såväl telegram, tidningsskvaller som telefonsamtal och kortspel integreras i storyn.
- Operan Testamentet (1926) av Leoš Janáček innehåller både modern rekvisita såsom telefon och bil på scen, samt en handling som rör sig framåt i rask takt som i en teaterpjäs.
- Jonny spielt auf (1927) av Ernst Krenek handlar om såväl turister i alperna som jazzmusik och radioutsändningar. Maskinålderns skräck symboliseras av att en av huvudrollerna möter döden under ett framrusande tåg.
- I Hindemiths opera Hin und zurück (1927) löper handlingen fram och tillbaka som i en stumfilm.
- Kurt Weill fångade i sin groteskt komiska enaktare Der Zar lässt sich photographieren ("Tsaren låter sig fotograferas") (1928) på kornet salongsrevolutionären, vars omsorgsfullt planerade attentat mot ryssarnas statsöverhuvud sorgligt misslyckas. Telefonsamtal ingår i handlingen.
- Boxning, politik, träningsredskap och jazzmusik är ingredienserna i operan Schwergewicht oder Die Ehre der Nation (1928) av Ernst Krenek.
- Paul Hindemiths opera Neues vom Tage (1929) är en satir över medietidsåldern: kontorslandskap med skrivmaskinsknatter och dessutom den begynnande medieepokens annonsspektakel, en äktenskapskris och ett symbolmättat krossande av en 3000 år gammal Venusstaty.
- Med sin opera Maschinist Hopkins (1929) anslöt sig Max Brand till futurismen och skrev "maskinernas musik".
- I operan Transatlantic (1930) av George Antheil sjunger primadonnan en aria liggande i badkaret.
- Även Arnold Schönberg gav sig på genren och komponerade Von heute auf morgen ("Från idag till imorgon") (1930), som dels var den första operan komponerad enligt Tolvtonsmusik-principen, dels Schönbergs enda komiska opera.